# 카밋 버처
카밋 버카(Carmit Bachar, 1974년 9월 4일 ~ )는 미국의 가수이며, 걸 그룹 푸시캣 돌스의 멤버다.

## 음반 목록
- Formerly Of (2010)